# Waldfeucht
Waldfeucht település Németországban, azon belül Észak-Rajna-Vesztfália tartományban. Lakosainak száma 9257 fő (2023. december 31.).

## Népesség
A település népességének változása:
| Lakosok száma | 6795 | 8745 | 8784 | 8998 | 9164 | 9257 |
|               | 1975 | 2017 | 2019 | 2021 | 2022 | 2023 |